# Thập niên 500
Thập niên 500 hay thập kỷ 500 chỉ đến những năm từ 500 đến 509.